# Hoarse
Hoarse è il primo album dal vivo, pubblicato nel 2001 per la Alternative Tentacles, dal gruppo alternative country dei 16 Horsepower, il quarto in assoluto.
È composto da varie registrazioni avvenute durante il tour statunitense del 1998 con l'eccezione di Fire Spirit dei Gun Club registrata al Bataclan di Parigi con la partecipazione di Bertrand Cantat.
Oltre a Fire Spirit sono presenti altre 2 cover, Bad Moon Rising dei Creedence Clearwater Revival e Day of the Lords dei Joy Division.

## Tracce
I brani sono stati registrati al Bluebird Theater di Denver il 6 maggio 1998 tranne dove indicato
1. American Wheeze - 4:11
2. Black Soul Choir - 4:31
3. Bad Moon Rising - 4:10
4. Low Estate - 4:25
5. For Heaven´s Sake - 4:44
6. Black Lung - 4:31
7. Horse Head - 5:07 (registrato il 4 marzo 1998)
8. South Pennsylvania Waltz - 5:45
9. Brimstone Rock - 6:47
10. Fire Spirit - 3:21 (registrato il 21 ottobre 1998 al Bataclan di Parigi)
11. Day of the Lords - 5:01

## Musicisti
- David Eugene Edwards - voce, chitarra
- Jean-Yves Tola - batteria, percussioni, piano
- Pascal Humbert - basso, contrabbasso, chitarra